# Пётр Ордынский
Пётр Ордынский или Пётр Ростовский (он же Даир Кайдагул Орда-Ичинов сын или Пётр Ордынский Чингизов; ум. 1290, Ростов) — ордынский царевич, племянник хана Берке, выехавший на Русь и принявший православную веру, прославленный Русской церковью в лике святых и преподобных, названый брат князя ростовского Бориса Васильковича.
Основатель Петровского монастыря в Ростове. Родоначальник русского дворянского рода Чириковых.
Канонизирован в лике преподобного. Дни памяти: 30 июня (13 июля) и в Соборе Ростово-Ярославских святых.

## Жизнеописание
Сын царевича Орда-Эджена, внук Джучи, правнук Чингисхана. Племянник хана Золотой Орды Берке.
В 1253 году ростовский епископ Кирилл приезжал по делам в Сарай, к хану Батыю. Он много рассказывал о чудесах, совершаемых в Ростове у мощей святого Леонтия. И когда через несколько лет в Орде заболел один из царевичей, при дворе вспомнили о рассказах Кирилла и вызвали его в Сарай.
По пути домой, как говорится в «Сказании о блаженном Петре…», его догнал царевич Даир Кайдагул, племянник Батыя и Берке, и умолил взять с собою в Ростов. Наверное, мальчика увлекли рассказы о чудесах, о большом и богатом городе Ростове — в те времена Ростов Великий был одним из главных городов Северо-Восточной Руси.
В Ростове Даир принял православное крещение и был наречён Петром. Хан Берке к поступку племянника отнесся, видимо, с пониманием и обеспечил его соответственно его царственному происхождению: в «Сказании…» говорится о «возках с серебром». Нужно, однако, заметить: существует версия А. С. Хорошева, что царевич Даир этот попал у Берке в опалу и бежал из Орды, а в Ростове «нашёл приют».
При всем богатстве и знатности Пётр, как отмечается в его житии, отличался «скромностью, молчаливостью, богомыслием и склонностью к молитвам». Однажды ему было видение: явились апостолы Пётр и Павел. После чего Пётр построил на берегах озера Неро монастырь, называемый также Петровской обителью.
Тогда же возникла дружба между ордынским царевичем Петром и ростовским князем Борисом. В «Сказании…» говорится: «любяше князь Петра, яко и хлеба без него не ясти». Епископ Игнатий, преемник святителя Кирилла, публично под сводами церкви объявил их назваными братьями. Дети Бориса, юные княжичи, называли Петра дядей. Князь Борис выбрал для Петра жену, дочь виднейшего ростовского вельможи. Пётр имел многочисленное потомство.
После смерти жены принял постриг в основанном им Петровском монастыре.

## Почитание и канонизация
Почитание Петра как святого началось сразу же после его смерти, примерно в 1290—1291 годах.
Официально он был причислен к лику святых на Соборе 1547 года при митрополите Макарии. Одно время местная память святому Петру творилась 29 июня (12 июля), но затем закрепилась память 30 июня (13 июля).
Сохранилось несколько списков житий («сказаний») о «блаженном» Петре, древнейший из которых, по мнению В. О. Ключевского, относится к началу XIV века.